# Argyrotheca grandicostata
Argyrotheca grandicostata é uma espécie de braquiópode pertencente à família Megathyrididae.
A autoridade científica da espécie é Logan, tendo sido descrita no ano de 1983.
Trata-se de uma espécie presente no território português, incluindo a sua zona económica exclusiva.